# Depo (przystanek kolejowy w obwodzie wołyńskim)
Depo (ukr. Депо, ros. Депо) – przystanek kolejowy w pobliżu miejscowości Stare Koszary, w rejonie kowelskim, w obwodzie wołyńskim, na Ukrainie. Znajduje się przy kowelskiej lokomotywowni, od której pochodzi jego nazwa.